# Chute circular
O chute circular, roundhouse kick ou simplesmente circular (Ushiro Ura Mawashi gueri no caratê e Mondolio Tchagui no taekwondo) é um golpe utilizado em várias artes marciais em que o atacante move a perna num movimento circular, alongando o membro e batendo com o calcanhar ou com a prancha do pé - podendo ou não completar o movimento com uma volta de 360º na posição de luta inicial. Existem diversas variações do circular, nomeadamente o circular médio (ao tronco), circular alto (à cabeça), circular em salto (ao tronco ou à cabeça) e o circular baixo (às pernas), este último é por muitos entendido por low-kick.
Em campeonatos de taekwondo, é considerado um chute de potência, considerado de elevada importância para um combate, pela sua grande eficácia, podendo facilmente nocautear o oponente. Pode valer 2 pontos se for executado no chão e 3 em saltando pelas regras da WTF (World Taekwondo Federation).